# Osada Stawy Grojeckie
Osada Stawy Grojeckie est une localité polonaise de la gmina et du powiat d'Oświęcim en voïvodie de Petite-Pologne.